# Feuchtsavanne

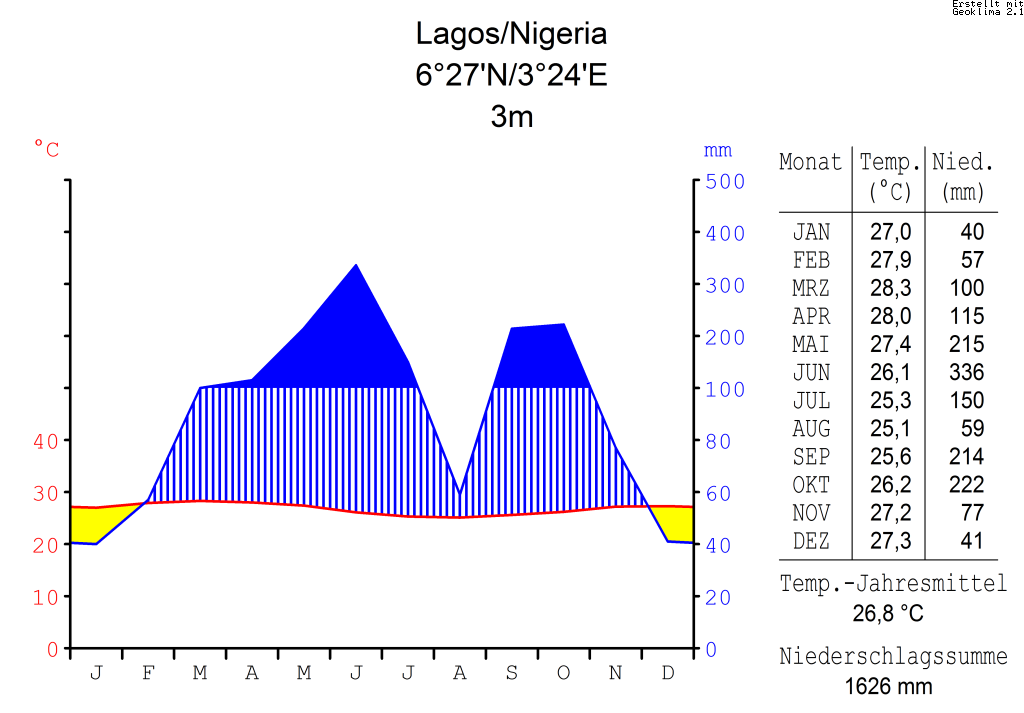
Klimadiagramm von Lagos in Nigeria

Die Feuchtsavanne ist je nach Betrachtungsweise eine Ökozone, ein Zonobiom oder eine Vegetationszone der Tropen. Sie bildet mit der Trocken- und Dornstrauchsavanne den Übergang zwischen dem tropischen Regenwald und der ariden Passatwindzone. Die Feuchtsavanne hat 7 bis 9,5 regenreiche, humide Monate (tropischer Regenwald 9,5 bis 12 humide Monate) und eine ausgeprägte Trockenzeit. In der Feuchtsavanne herrscht wie im tropischen Regenwald Tageszeitenklima.
Neben der Feuchtsavanne gibt es die Trockensavanne und die Dornstrauchsavanne als weitere Savannentypen.

## Verbreitung
Die Feuchtsavanne tritt im Übergangsbereich zwischen der ariden Passatwindzone und dem tropischen Regenwaldklima der innertropischen Konvergenzzone auf. Die Feuchtsavannenklimate sind Teil der wechselfeuchten Tropen und nicht der tropischen Trockengebiete. Es gibt sie vor allem in Afrika und Südostasien, aber auch in Australien und Südamerika. Insgesamt bedeckt die Feuchtsavanne 9,4 % der Erdoberfläche. Sie zählt zu den größten und tierreichsten Gebieten der Erde nach dem tropischen Regenwald.

## Regenzeit
Die Regenzeit tritt nach dem Zenitalstand der Sonne in der Feuchtsavanne auf, da während des Zenitalstandes mehr Wasser verdampft. Des Weiteren verschiebt sich die Innertropische Konvergenz mit dem Zenitalstand. Somit haben die Feuchtsavannen 7–9,5 humide Monate und der Jahresniederschlag liegt im Durchschnitt bei 1000–1500 mm.

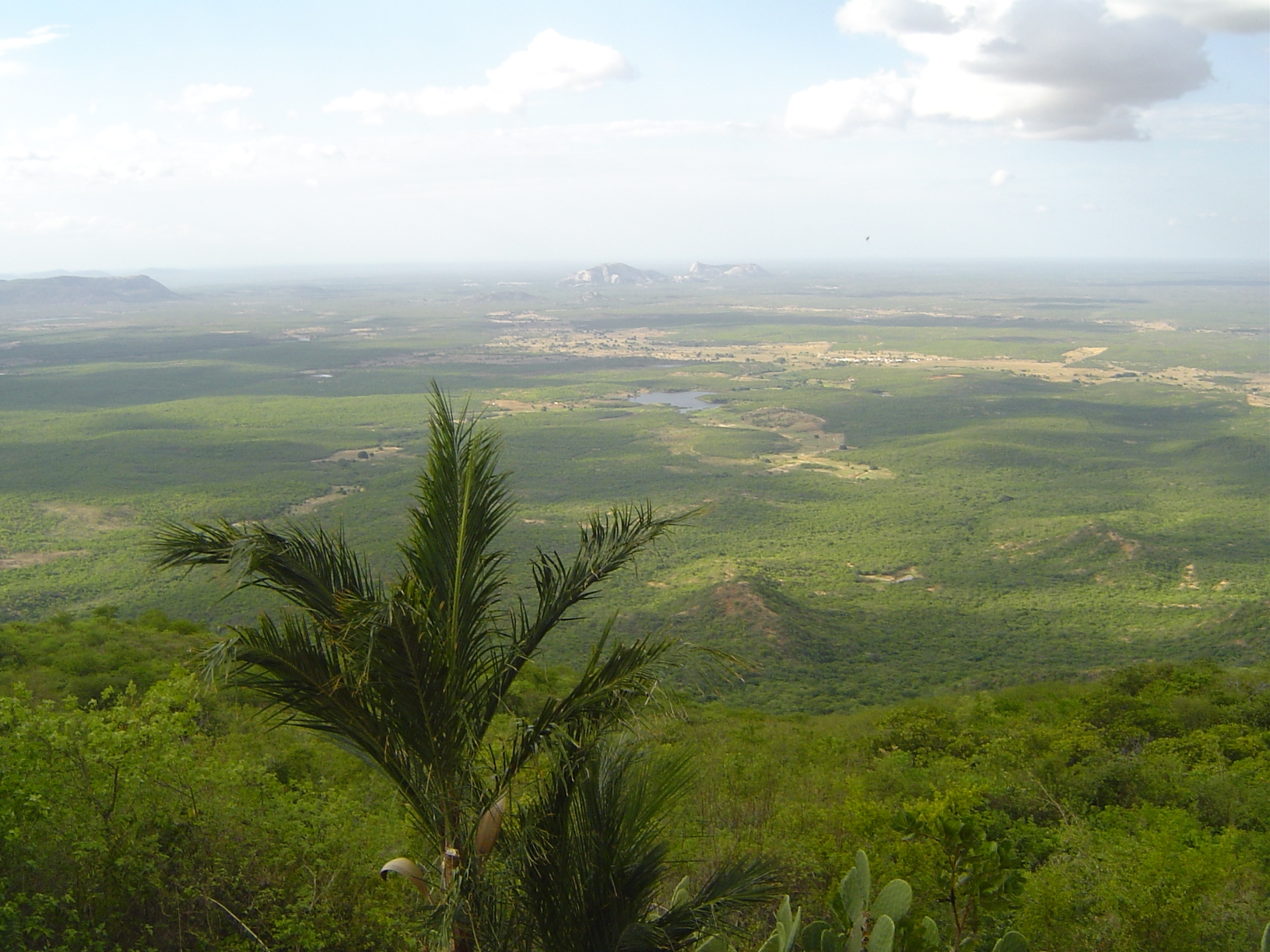
Sertao in Rio Grande do Norte, Nordosten Brasiliens

## Vegetation
Die Vegetation ist den Trocken- und Regenzeiten angepasst. In den Feuchtsavannen wachsen überwiegend Gräser, wie z. B. Elefantengras (Pennisetum purpureum), die bis zu 6 Meter hoch werden können. Die Gräser nehmen in der Regenzeit oberflächennahen Niederschlag auf und vertrocknen in der Trockenzeit, weil sie keinen Verdunstungsschutz besitzen. Holzgewächse kommen nur im leicht geschlossenen Feuchtsavannenwald oder an Flüssen in Galeriewäldern vor. Durch ihr tiefreichendes Wurzelsystem können sie ihren Wasserhaushalt auch in der Trockenzeit aufrechterhalten. Zudem werfen die Bäume in der Trockenzeit ihre Blätter ab, um Wasser zu sparen. Die Holzbestände wurden durch Brandrodungen des Menschen zurückgedrängt.

## Böden
Auch in der Feuchtsavanne sind die typischen Böden des tropischen Regenwaldes vertreten. Durch lang andauernde Verwitterung bildet sich das Tonmineral Kaolinit, das nur eine geringe Kationenaustauschkapazität aufweist und wenig Nährstoffe speichern kann. Der wichtigste Bodentyp heißt Ferralsol (gemäß dem internationalen Bodenklassifikationssystem World Reference Base for Soil Resources (WRB)). Kleinflächig treten auch Plinthosole auf. Das sind Böden mit hohen Eisenoxidanreicherungen, die durch Redoxprozesse charakteristische Muster bilden. Oxidreiche Horizonte können aushärten und werden dann Laterit genannt. Laterithorizonte sind ein physikalisches Hindernis für das Wurzelwachstum.
Neben diesen typischen Regenwaldböden sind aber auch Böden mit Tonverlagerung (Lessivierung) verbreitet. In feuchteren Gebieten dominieren die stark sauren und nährstoffarmen Acrisole und in trockeneren Regionen die basenreichen Lixisole. Beide sind ebenfalls von Kaolinit dominiert, enthalten jedoch weniger Humus als die Ferralsole. Lixisole sind etwas besser mit Nährstoffen ausgestattet, doch sind sie sehr erosionsgefährtdet. In den Niederungen finden sich mitunter Vertisole. Das sind Böden mit stark quell- und schrumpffähigen Tonmineralen, darunter besonders Smektit. Sie sind zwar gut mit Nährstoffen versorgt, doch können beim Schrumpfen der Tonminerale Wurzeln zerreißen, weshalb auf Vertisolen weniger Bäume und mehr Gräser wachsen. Im trockenen Zustand sind diese Böden steinhart, und im feuchten Zustand zerfließen sie.
Durch Rodung und Ackerbau nimmt die Gefahr der Bodenerosion zu. Am höchsten ist die Erosionsgefahr nach der Trockenzeit, weil dann die Gräser zum Großteil vertrocknet sind und der ausgetrocknete Boden einen Benetzungswiderstand besitzt.